# Lytta insperata
Lytta insperata är en skalbaggsart som först beskrevs av Horn 1874.  Lytta insperata ingår i släktet Lytta och familjen oljebaggar. Inga underarter finns listade i Catalogue of Life.